# Xert

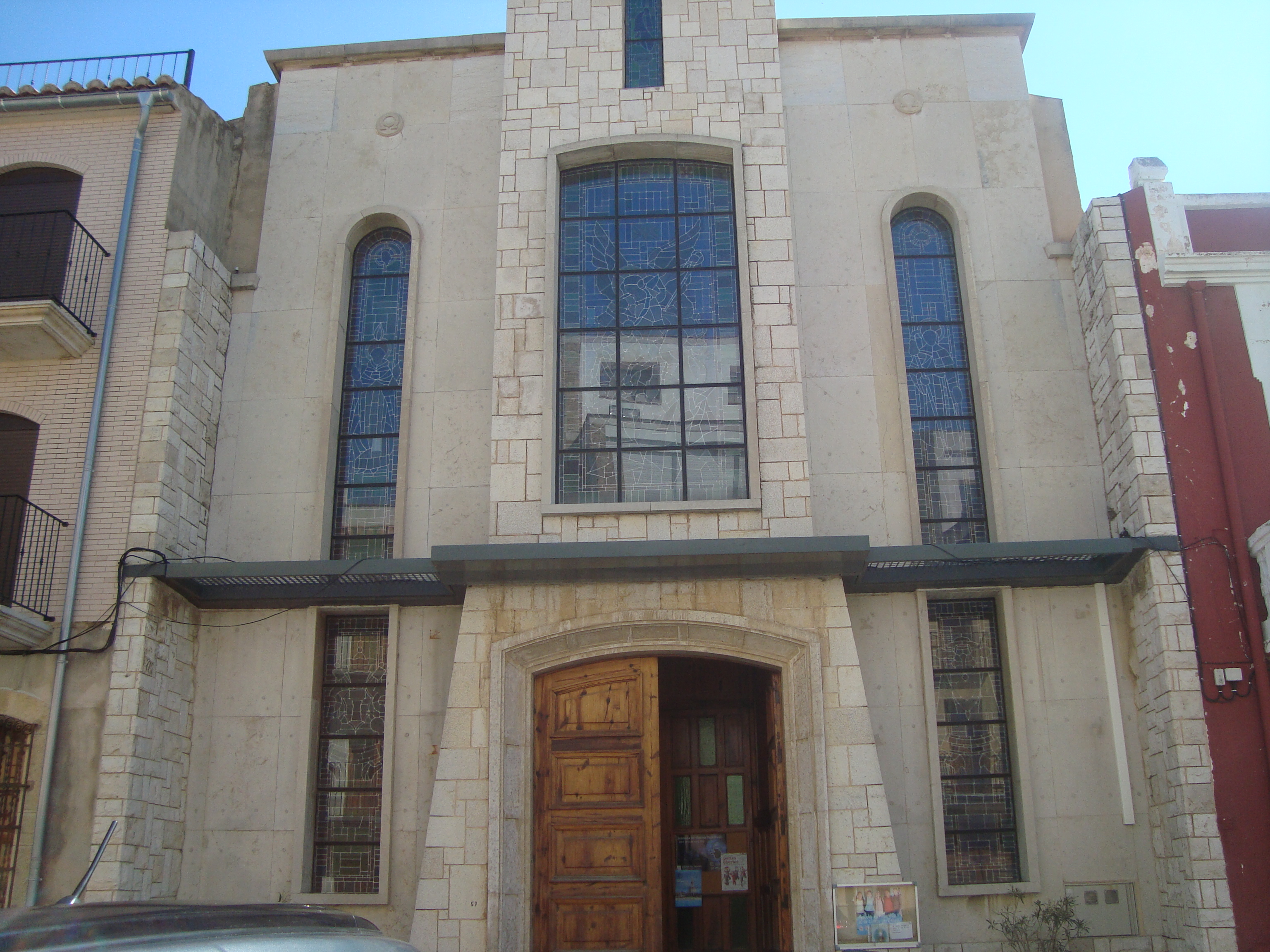
Església Nova de Xert

Xert è un comune spagnolo di 898 abitanti situato nella comunità autonoma Valenciana.